# Вернигора

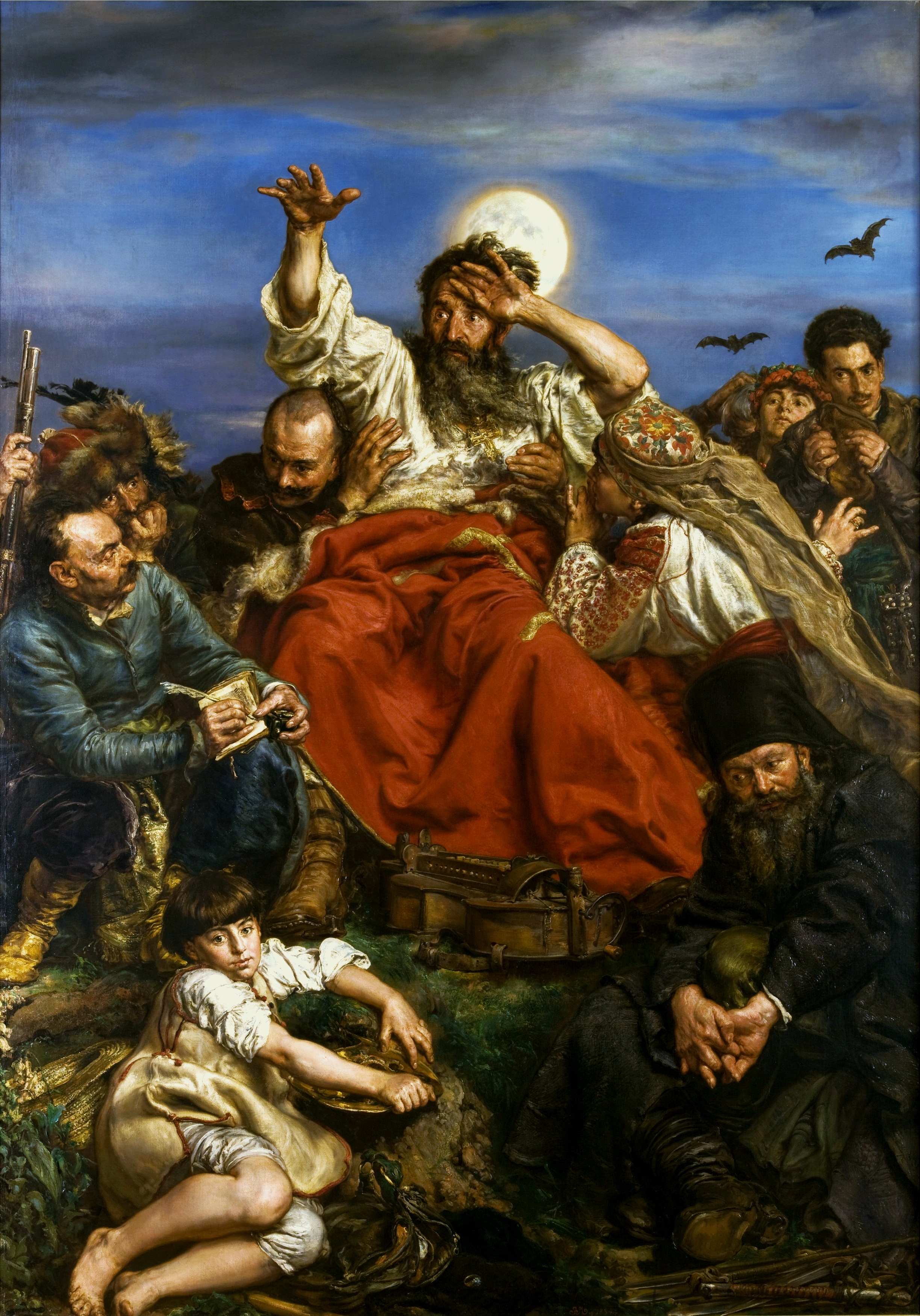
«Вернигора». 1883—1884.
Ян Матейко

Вернигора Мусій (1673, с. Македони на Київщині— 1769, с. Пархомівка) — віщий старець-лірник із Правобережної України, персонаж одного з найбільших українських та польських національних міфів.

## Загальні дані
Михайло (Міхал) Чайковський у 1837 подав такі дані про старця-козака Вернигору. Дід Михайла Чайковського, овруцький войський, був приятелем Вернигори, а село Пархомівка, де нібито помер Вернигора, на той час належало йому.
За народним переказом, Вернигору прислали з Путивля для організації повстання. Мешкав він на хуторі біля млинів у Корсуні. Був у добрих відносинах з польськими панами, їздив на Запоріжжя та міг порозумітися з татарами. Був приятелем Михайла (Міхала) Глембоцького (Michał Głębocki). Підтримував Барську конфедерацію.
Помер у віці 96 років у 1769-1770, у Пархомовці; перед смертю подав свої пророцтва. Наказав поховати його біля його хати на р. Рось у Корсуні. До його могили довгий час ходили паломники, але невдовзі це заборонив російський уряд.
Граф Генрик Красінський 1843 подав про Вернигору ті самі дані, що Чайковський: Вернигора в молодому віці перебував на Запоріжжі, воював проти московитів, турків, татар. Був у полоні в Константинополі. Катерина ІІ, організовуючи гайдамацький рух, була зацікавлена в тому, щоби Вернигора, який мав вагу серед козаків, організовував народ на повстання. Але Вернигора навпаки діяв на боці барських конфедератів, за що Катерина за його голову назначила велику ціну.
Зигмунт Красінський зобразив Вернигору в історичній повісті «Гонта».
Йоахим Лелевель у «Патріоті» видав у 1830 році пророцтва Вернигори, за щоденником корсунського старости Суходольського, який сам був при смерті Вернигори і записав його віщування.

## Суть переказу
Персонаж одного з найбільших польських національних міфів. Український пророк козак Вернигора передбачив Коліївщину, крах Речі Посполитої наприкінці XVIII століття, довгі роки неволі, але врешті відродження Польщі та її процвітання.
Суть легенди про Мусія Вернигору: Вернигора — уродженець Лівобережної України. Близько 1766 року у його родині сталася трагедія. Вернигора вбив свою матір і брата. Про мотиви цього вчинку не повідомляють. Після цього він покинув рідне село й перебрався на Правобережжя, яке тоді було у складі Речі Посполитої. Пережитий шок стимулював апокаліптичні видіння. Вернигора став проповідувати в стані афекту, потім упадав в апатію і сон. Осів у Корсуні, де ним опікувався староста Суходольський. Він же уперше записав його пророцтва. Під час Коліївщини Вернигора підтримав Барську конфедерацію, вістря котрої було скероване проти Росії, опам'ятовував гайдамаків, навіть їздив на Запорозьку Січ й у Кримське ханство з метою прихилити на бік конфедератів запорожців і татар. Сам переховувався від гайдамаків.
Помер 1770 року. Під час російсько-турецької війни 1806—1812 років на прощу до могили Вернигори ходили селяни ледь не з усіх закутків України, тому царат заборонив прощу. Невдовзі могилу змила повінь (Вернигора передбачав, що могили не матиме).

## Вернигора в літературі
Вернигора фігурує в творчості класиків польської літератури:
- Станіслава Виспянського (в його славетному «Весіллі»).
- Северина Гощинського — «Вернигора».
- Юліана Словацького («Сон срібний Соломеї», «Беньовський», «Вацлав»).
- Еразм Ізопольський в 1843 видав в «Atenaceum» думу про Вернигору.
- Михайло Чайковський присвятив йому окремий твір — «Вернигора, український пророк, історична повість», який уперше вийшов друком у Парижі 1838 року.

Польські письменники, як-от Міхал Чайковський (українського походження), малювали Вернигору як українського козака, що виступав проти гайдамаччини (1768) і був ясновидцем, що провіщав будучину Польщі й України (зокрема, передбачив незвичайно точно три розділи Польщі).
- Про Вернигору згадував Іван Котляревський в своїй «Енеїді», щоправда, розмістивши його в пеклі («…тут був Вернигора Мусій»).
- Одна з найвідоміших картин Яна Матейка — «Вернигора». На першому плані на ній зображено дитину, що символізує світле майбутнє для поляків.
- Є ще картина «Вернигора» Яцека Мальчевського.
- Після 1926 року в літературних колах «Вернигорою Бельведерським» називали Юзефа Пілсудського.

## Пророцтва Вернигори
Пророцтва Вернигори згідно з Йоахимом Лелевелем:
1. В польському краю незабаром зробиться великий заколот і брат змаже руки кров'ю брата свого і будуть грабежі, чужі вояки нароблять багато злого й вежі наповняться невільниками, потому із трьох сторін велика частина краю буде розірвана.
2. Поляки в ненависті до свого короля довго будуть продаватися, врешті вибухне пожежа війни й велика частина Польщі буде розібрана на три частини.
3. Один далекий нарід, замордувавши короля, повстане так, що стане страшним багатьом королям і князям, здавить одне королівство, а в відібраному від того малому краю повстане частина поляків і новий уряд (тлумачення цього пророцтва: Велика французька революція 1789 року)
4. У третьому році після повстання поляків буде у великій частині світу війна; потому посунеться силач Заходу й на чолі народів піде на Схід і Смоленськ здобуде, але в кінці буде скинений із вершка могутності й буде вигнаний на острів (Наполеон І Бонапарт)
5. Будуть з'їжджатися монархи й радити, а останній з'їзд буде на Червоній Руси (Галичині), але з умов монархів не вийде нічого; будуть заключати союзи, щоб утворити Польщу, але вони спершу не матимуть успіху, й не вдадуться. Прийде до війни з турками, що будуть побиті, й Росія, як розшалілий кінь, помчиться у глибину Туреччини, але потому Туреччина скріпиться, поляки почнуть повставати. Великий завойовник із хоробрим народом побідить росіян і польський нарід почне сильніше повставати.
Прилучиться до Польщі турок і англієць, підуть через Київ, завалюючи Дніпро московським трупом, зайдуть у далеку московську країну і в кінці привітають москалі поляків як братів, з ворогів зробляться приятелями.
6. Польський край устане в давніх границях при допомозі турків і англійців.
7. Господь Бог тримає Україну під своєю опікою, хоч за незберігання Його наказів, на нарід найшла неволя панів, голод, зараза і війна. Україна зазнає ще щастя, але надійдуть для неї часи, коли стануться великі речі. Сказав би я про них, але боюся, щоб Дніпро не повиходив з своїх берегів…
8. Більша частина світу змінить зовнішнє богослужіння; прийдуть нові уряди, зміняться або впадуть старі, і щастя триватиме багато років.

## Автентичність переказів
Дослідники легенди про Вернигору розходяться в своїх висновках: професор Генрик Станіслав Мосціцький (поляк) відзначив у 1920 році, що «ніде автентичного тексту пророцтв Вернигори немає», і що тому їх автентичність «може підлягати сумнівові», а д-р Гавриїл Костельник натомість уважав (стаття в 1934 році), що Вернигора був історичною особою, про яку в українському народі на Правобережжі збереглася пам'ять, як про великого віщуна, і що він дійсно був тим великим віщуном, в роді біблійного Валаама, «яким рідко котрий нарід може похвалитися», — тільки, на жаль, пророцтва Вернигори щодо дальших подій були поперероблювані в часі між упадком Наполеона (точно передбаченим) і польським повстанням 1831 р. коли поляки Правобережжя, надіючись на скоре воскресіння Польщі (Вернигора передбачав: «Польський край повстане в давніх границях при допомозі французів і англійців», що сталося після першої світової війни) і вважаючи смішним говорити про допомогу вже побитої Франції, позаступали французів… турками!
Натомість, український історик Теофіл Коструба, що писав перед Костельником (у 1932 р.) заперечував історичне існування Вернигори: ніякого, мовляв, Вернигори, як історичної особи не було, а був Вернигора поетичним уосібленням акції мазепинської еміграції, яку провадив у першу чергу Пилип Орлик, а потім його син Григорій, і яка знаходила живе співчуття в Україні. Не дурно ж і кличуть Вернигору іноді Орленком. На Орлика надіялися, що він прийде й врятує Україну з московського ярма. Навіть, коли Орлик помер (1742 р.) чутку про його смерть уважали за московську вигадку. Отже, легенда про Вернигору в первісному вигляді — українська легенда, яку витворили українці в еміграції за часів Григорія Орлика (в першій половині XVIII століття).
З цим о. д-р Гавриїл Костельник рішуче не погоджується: «Завважуємо, що про Вернигору записали польські автори, а не українські… Невжеж це було б можливе, коли б Вернигора був (тільки) „українською легендою“ й то ще з визвольницьким, політичним кольоритом ?»